# Dust N' Bones
"Dust N' Bones" é uma canção lançada em 1991 pelo grupo de rock Guns N' Roses.

## Composição
Ela foi composta por Slash, Izzy Stradlin e Duff McKagan. É a primeira música do álbum que Stradlin canta e a primeira música que Dizzy Reed toca teclado seguindo a ordem de músicas do álbum.

## Shows
Ela foi tocada ainda quando Izzy Stradlin estava na banda, mas foi tocada uma única vez depois de sua saída com Axl e Duff nos vocais em um show em 07 de janeiro de 92 no Pyramid Arena, em Memphis - Tennessee.

## Créditos
- Axl Rose - backing vocals
- Izzy Stradlin - vocal, guitarra rítmica
- Slash - guitarra solo, backing vocals
- Duff Mckagan - baixo, backing vocals
- Dizzy Reed - piano, órgão
- Matt Sorum - bateria